# پیر لویجی بیلونه
پیرلویجی بیلونه (به ایتالیایی: Pierluigi Bilone; زادهٔ ۱۴ فوریه ۱۹۶۰) آهنگساز ایتالیایی است. او از شاگردان سالواتوره شارینو و هلموت لاخنمان است.

## فعالیت هنری
بیلونه در میلان و در سیه‌نا به تحصیل گیتار، موسیقی مجلسی و آهنگسازی پرداخت و همچنین در شهر چیتا دی کاستلو شاگرد سالواتوره شارینو بود. او سپس راهی آلمان شد و در شهر اشتوتگارت زیر نظر هلموت لاخنمان به تحصیل آهنگسازی پرداخت. او جزو سخنرانان ثابت کنسرواتوار پاریس، آکادمی آنسامبل مدرن، کنسرواتوار آمستردام، دانشگاه موسیقی وین و دانشگاه‌های هاروارد، بوستون، کلمبیا و نیویورک است.
آثار او توسط نشرهای استرادیواریوس، کایروس، کل‌لنیو و دوریان منتشر شده‌اند.